# Художньо-меморіальний музей Леопольда Левицького
Художньо-меморіальний музей Леопольда Левицького — музейний заклад художньо-меморіального спрямування, філія Національного музею у Львові імені Андрея Шептицького, експозиція музею присвячена особі та творчості визначного українського графіка ХХ століття, одного із піонерів графічного дизайну та реклами Леопольда Левицького (1906-1973).

## Створення
Художньо-меморіальний музей створено у будинку художника (споруджений 1891 року за проектом Густава Бізанцана) на вулиці  К. Устияновича, 10/1, де він жив і творив від 1946 до 1973 року. Сучасного вигляду будинок набув після реконструкції в 1968 році. У цьому домі часто гостювали видатні львівські художники (Марія Водзіцька, Ярослава Музика, Роман Турин, Роман та Марія Сельські, Омелян Ліщинський, Олекса Шатківський, Вітольд Манастирський) та початківці.
Музей відкрито 11 квітня 1984 року стараннями громадськості міста та дружини художника Гені Левицької, яка передала до музею архів митця: листи, рукописи, документи та інші матеріали, що мають неоціненне значення для вивчення творчості й особистості Леопольда Левицького, який був однією із ключових постатей у мистецькому житті Львова 1950–1960-х років. 

## Експозиція
Експозиція художньо-меморіального музею презентує основні сторінки життя та творчості Леопольда Левицького, розкриває багатогранний хист митця, представляє живописця як визначного українського графіка, висвітлює творчі здобутки художника в живописі та відтворює особливе культурне середовище, у якому жив і творив Л. Левицький. Експозицію, що обіймає три кімнати та передпокої помешкання, складають  інтер’єр квартири, речі особистого користування, частина творчого набутку митця від часу навчання в Краківській академії мистецтв до останніх днів життя. Представлений в експозиції і  діючий друкарський верстат, на якому була віддрукована більшість авторських гравюр, та зразки  авторських вітальних листівок, якими митець щорічно вітав своїх друзів та знайомих.